# Nestopia
Nestopia UE та його попередник Nestopia — це емулятор NES/Famicom з відкритим кодом, розроблений для максимально точної емуляції апаратного забезпечення NES.

## Особливості
Вимоги до оригінальної Нестопії вважалися вищими, ніж до деяких її сучасників, таких як Стелла. Щоб запустити оптимальну емуляцію, програмі потрібно мінімум 800 процесор МГц. Його високі вимоги зумовлені його точною емуляцією апаратного забезпечення NES. Емулятор відтворює більшість ПЗУ та має надійний порт для Apple Macintosh. 
Оригінальна Nestopia дозволяла налаштовувати кольори, звуки та графіку. Він включає спеціальні функції, такі як Power Glove. Брендон Віддлер з Digital Trends вважає емулятор одним із найкращих для NES, хоча він визнає, що він має менше функцій, ніж його конкурент FCEUX.

## Історія розвитку
Nestopia спочатку була розроблена для Windows Мартіном Фрейжем. Річард Банністер і Р. Белмонт пізніше перенесли його на Mac OS X і Linux відповідно. Початкова розробка завершилася у 2008 році, але розгалужилася на Nestopia UE.